# Lijst van voetbalinterlands Burkina Faso - Congo-Brazzaville
Deze lijst van voetbalinterlands is een overzicht van alle officiële voetbalwedstrijden tussen de nationale teams van Burkina Faso (dat tot 1984 Opper-Volta heette) en Congo-Brazzaville. De Afrikaanse landen hebben tot op heden negen keer tegen elkaar gespeeld. De eerste ontmoeting was op 8 januari 1973 in Ibadan (Nigeria) tijdens de Afrikaanse Spelen 1973. Het laatste duel, een groepswedstrijd tijdens de African Championship of Nations 2018, werd gespeeld in Agadir (Marokko) op 20 januari 2018.

## Wedstrijden
| № | Plaats       | Datum            | Competitie                           | Wedstrijd                        | Uitslag |
| - | ------------ | ---------------- | ------------------------------------ | -------------------------------- | ------- |
| 1 | Ibadan       | 8 januari 1973   | Afrikaanse Spelen 1973               | Congo-Brazzaville − Opper-Volta  | 3 − 0   |
| 2 | Libreville   | 27 november 1999 | Vriendschappelijk                    | Congo-Brazzaville − Burkina Faso | 2 − 1   |
| 3 | Brazzaville  | 8 september 2002 | Afrika Cup 2004 kwalificatie         | Congo-Brazzaville − Burkina Faso | 0 − 0   |
| 4 | Ouagadougou  | 21 juni 2003     | Afrika Cup 2004 kwalificatie         | Burkina Faso − Congo-Brazzaville | 3 − 0   |
| 5 | Senlis       | 11 augustus 2010 | Vriendschappelijk                    | Burkina Faso − Congo-Brazzaville | 3 − 0   |
| 6 | Ouagadougou  | 2 juni 2012      | WK 2014 kwalificatie                 | Burkina Faso − Congo-Brazzaville | 0 − 3   |
| 7 | Pointe-Noire | 15 juni 2013     | WK 2014 kwalificatie                 | Congo-Brazzaville − Burkina Faso | 0 – 1   |
| 8 | Ebebiyín     | 25 januari 2015  | Afrika Cup 2015                      | Congo-Brazzaville − Burkina Faso | 2 − 1   |
| 9 | Agadir       | 20 januari 2018  | African Championship of Nations 2018 | Congo-Brazzaville − Burkina Faso | 2 − 0   |

## Samenvatting
| Competitie                      | Totaal gespeeld | Winst Burkina Faso | Gelijk | Winst Congo-Brazz. | Doelsaldo Burkina Faso – Congo-Brazz. |
| ------------------------------- | --------------- | ------------------ | ------ | ------------------ | ------------------------------------- |
| WK-kwalificatie                 | 2               | 1                  | 0      | 1                  | 1 − 3                                 |
| Afrika Cup                      | 1               | 0                  | 0      | 1                  | 1 − 2                                 |
| Afrika Cup-kwalificatie         | 2               | 1                  | 1      | 0                  | 3 − 0                                 |
| African Championship of Nations | 1               | 0                  | 0      | 1                  | 0 − 2                                 |
| Afrikaanse Spelen               | 1               | 0                  | 0      | 1                  | 0 − 3                                 |
| Vriendschappelijk               | 2               | 1                  | 0      | 1                  | 4 − 2                                 |
| Totaal                          | 9               | 3                  | 1      | 5                  | 9 − 12                                |

Wedstrijden bepaald door strafschoppen worden, in lijn met de FIFA, als een gelijkspel gerekend.
FBF · A-internationals · Olympisch elftal · Burkinees vrouwenelftal
1960 – 1969 · 
1970 – 1979 · 
1980 – 1989 · 
1990 – 1999 · 
2000 – 2009 · 
2010 – 2019 ·
2020 − 2029
Algerije ·
Angola ·
Bahrein ·
België ·
Benin ·
Botswana ·
Burundi ·
Centraal-Afrikaanse Republiek ·
Chili ·
Comoren ·
Congo-Brazzaville ·
Congo-Kinshasa ·
Djibouti ·
Egypte ·
Equatoriaal-Guinea ·
Ethiopië ·
Gabon ·
Gambia ·
Ghana ·
Guinee ·
Guinee-Bissau ·
Iran ·
Ivoorkust ·
Kaapverdië ·
Kameroen ·
Kazachstan ·
Kenia ·
Kosovo · 
Lesotho ·
Liberia ·
Libië ·
Madagaskar ·
Malawi ·
Mali ·
Marokko ·
Mauritanië ·
Mozambique ·
Namibië ·
Niger ·
Nigeria ·
Noord-Korea ·
Oeganda ·
Oezbekistan ·
Oman ·
Qatar ·
Senegal ·
Seychellen ·
Sierra Leone ·
Soedan ·
Swaziland ·
Tanzania ·
Togo ·
Tunesië ·
Zambia ·
Zimbabwe ·
Zuid-Afrika ·
Zuid-Korea ·
Zuid-Soedan
Nigeria (2013)
FCF · 
Vrouwenelftal van Congo-Brazzaville
1960–1969 ·
1970–1979 ·
1980–1989 ·
1990–1999 ·
2000–2009 ·
2010–2019 ·
2020−2029
1960 ·
1961 ·
1962 ·
1963 ·
1964 · 
1965 ·
1966 · 
1967 ·
1968 · 
1969 ·
1970 · 
1971 ·
1972 · 
1973 ·
1974 · 
1975 · 
1976 ·
1977 · 
1978 ·
1979 ·
1979 · 
1980 ·
1980 · 
1981 ·
1982 ·
1983 ·
1984 · 
1985 ·
1986 · 
1987 ·
1988 · 
1989 ·
1990 · 
1991 ·
1992 · 
1993 ·
1994 · 
1995 ·
1996 · 
1997 ·
1998 · 
1999 ·
2000 · 
2001 ·
2002 · 
2003 ·
2004 · 
2005 · 
2006 ·
2007 · 
2008 ·
2009 · 
2010 · 
2011 ·
2012 · 
2013 · 
2014 ·
2015 ·
2016 ·
2017 ·
2018 ·
2019 ·
2020 ·
2021 ·
2022 ·
2023
Algerije ·
Angola ·
Benin ·
Burkina Faso ·
Burundi ·
Canada ·
Centraal-Afrikaanse Republiek ·
Congo-Kinshasa ·
Egypte ·
Equatoriaal-Guinea ·
Ethiopië ·
Gabon ·
Gambia ·
Ghana ·
Guinee ·
Guinee-Bissau ·
Ivoorkust ·
Kaapverdië ·
Kameroen ·
Kenia ·
Liberia ·
Libië ·
Madagaskar ·
Malawi ·
Mali ·
Marokko ·
Mauritanië ·
Mauritius ·
Mozambique ·
Namibië ·
Niger ·
Nigeria ·
Noord-Korea ·
Oeganda ·
Rwanda ·
Sao Tomé en Principe ·
Saoedi-Arabië ·
Senegal ·
Sierra Leone ·
Soedan ·
Swaziland ·
Tanzania ·
Thailand ·
Togo ·
Tsjaad ·
Tunesië ·
Zambia ·
Zimbabwe ·
Zuid-Afrika ·
Zuid-Soedan